# Щепкін Євген Миколайович
Професор Євге́н Микола́йович Ще́пкін (25 травня 1860, Москва, Російська імперія — 12 листопада 1920, Одеса, Херсонська губернія, Українська РСР) — історик, педагог і політичний діяч Російської імперії. Працював в Ніжинському історико-філологічному інституті князя Безбородька й Імператорському Новоросійському університеті. Депутатом Першої Державної Думи Російської імперії від Одеси. Онук Михайла Щепкіна.

## Життєпис
Євген Миколайович Щепкін народився 25 травня 1860 року в російському місті Москва, що на той час входило до складу однойменної губернії Російської імперії. В 1883 році закінчив Імператорський Московський університет.
У 1897—1898 роках працював професором Ніжинського історико-філологічного інституту князя Безбородька. У 1898—1906 роках і 1917—1920 роках в Новоросійському університеті. Викладав на Одеських вищих жіночих курсах.
Був депутатом Першої Державної Думи Російської імперії від Одеси. Входив до фракції Конституційно-демократичної партії (1906). Згодом співпрацював із більшовиками, був уповноваженим Народного комісаріату освіти УРСР в Одесі.
Євген Миколайович Щепкін помер 12 листопада 1920 року в Одесі.
Був похований на Першому Християнському цвинтарі Одеси. 1937 року комуністичною владою цвинтар було зруйновано. На його місці був відкритий «Парк Ілліча» з розважальними атракціонами, а частина була передана місцевому зоопарку. Нині достеменно відомо лише про деякі перепоховання зі Старого цвинтаря, а дані про перепоховання Щепкіна відсутні.

## Наукові праці
Праці присвячені літописанню тощо.
- История самоуправления у кубанских казаков // Киевская старина. -1884. — Т.8. — № 2;
- Кубанское казачье войско 1696—1888. Сборник кратких сведений о войске. Воронеж, 1888;
- Земельная община Кубанских казаков // Кубанский сборник. — Екатеринодар, 1891. — № 2.;
- История Кубанского казачьего войска. — Екатеринодар, 1910—1913 — Т. 1-2.